# Aqua Timez "Carpe diem Tour 2011" 日本武道館
『Aqua Timez "Carpe diem Tour 2011" 日本武道館』（アクアタイムズ・カルペ・ディエム・ツアー・にせんじゅういち にっぽんぶどうかん）はAqua Timezの3枚目のライブ映像ディスク（DVD・Blu-ray Disc）。2011年12月21日発売。発売元はエピックレコードジャパン。

## 概要
- 総動員数5万人を超えた全国ツアー『Carpe diem tour 2011』のファイナル公演、メジャーデビュー5周年記念に8月24日に行われた東京・日本武道館でのライブを収録している。
- 初回生産限定盤は三方背BOX仕様で"Carpe diem tour 2011"を完全密着したドキュメンタリーや個別インタビューが収録されたDISCが付き、他にもスペシャルブックレットやシリアルNo付ゴールドレプリカチケット、イベント応募券封入など様々な特典がついている。
- 初となるBlu-ray Disc盤も同日に発売されている。

## 収録曲
1. 百年の樹
2. Mr.ロードランナー
3. MILKY BLUES
4. GRAVITY Ø
5. 虹
6. 風に吹かれて
7. 千の夜をこえて
8. カルペ・ディエム
9. メメント・モリ
10. 優しい記憶〜evalasting II〜
11. 決意の朝に
12. プルメリア 〜花唄〜
13. 上昇気流
14. Let Loose
15. Full a Gain
16. 自転車
17. 銀河鉄道の夜
18. 等身大のラブソング
19. 青い空
20. 長すぎた夜に
21. 真夜中のオーケストラ